# La K-Bine
La K-Bine est un groupe de rap hardcore engagé et politique français, originaire d'Aulnay-sous-Bois, en Seine-Saint-Denis. Le groupe se compose de deux rappeurs, Skalpel et Guez et de DJ Akye (BboyKonsian). Ils sont souvent accompagnés sur scène de E.One (Eskicit), Sheryo et Pisko Mc (également producteur d'instrumentaux pour la K-bine sous le nom de Carneperro Prod). 

## Biographie
La K-Bine est fondé en 1997 dans la cité des 3 000, d'Aulnay-sous-Bois, en Seine-Saint-Denis. Le groupe publie un maxi quatre titres éponyme en décembre 1999,.
En février 2003, La K-Bine publie sa compilation 93 Seine... en collaboration avec le label Menace Records. En 2003, Skalpel prend en charge les productions du groupe avec 19 des 20 chansons de leur premier album Rapport de force. Ils participent à l'album-concept Échec et Mat aux côtés notamment de LMC Click.
Radio libertaire diffuse certains de leurs morceaux (ex : Les médias mentent).

## Style musical
Dans leurs textes, les rappeurs du groupe se positionnent contre la politique institutionnelle et luttent contre le néo-colonialisme, la globalisation de l'économie libérale capitaliste, la société de consommation, les violences policières, le racisme, le fascisme, le contrôle des médias, la répression des mouvements sociaux etc. Ils défendent l'insurrectionnalisme, l'internationalisme et se rapprochent des mouvements révolutionnaires en général. En ce sens, ce groupe peut-être considéré comme proche de la mouvance libertaire : ils l'affirment eux-mêmes dans un de leurs freestyles : « on est trois libertaires sur 30 000 habitants. »

## Discographie

### Albums studio
- 2003 : Rapport de force
- 2009 : Légitime Défense

### EPs
- 1999 : La K-Bine
- 2001 : Le rap est mort?

### Compilations
- 2002 : 2002 Révolution hip hop
- 2002 : 93 Seine...
- 2005 : Latinos unidos
- 2005 : Téléphonik tape
- 2006 : Prélude
- 2006 : Rap conscient
- 2007 : Libérez Action Directe
- 2008 : Compilation Classe contre classe

### Albums solo de Skalpel
- 2004 : Triste espérance
- 2005 : L'impossible Silence
- 2007 : Kommando Malik
- 2009 : Résister c'est vaincre Vol.1
- 2009 : Luttez ! résistez ! organisez-Vous !
- 2011 : Chroniques de la guerre civile